# Пшеха
Пшеха (устар. Пчега, Пшик; адыг. Пщыхьэ) — река в Краснодарском крае и Республике Адыгее, левый приток Белой (бассейн Кубани). Длина реки — 139 км, площадь водосборного бассейна — 2090 км².
Берёт начало в Адыгее между вершинами Фишт и Пшеха-Су. Впадает в Белую (приток Кубани) недалеко от города Белореченск. Главный приток — Цице (правый).
На Пшехе расположен город Апшеронск. По мнению Твёрдого и Ковешникова, название может происходить от адыг. пщы — «князь» и адыг. хын — нести; либо адыг. пчы — «копьё» (то есть «несущая копья»). в абадзехском диалекте адыг. Пщыхьэ означает «сумерки». адыг. Пшахъо — «песок».

## Крупнейшие притоки
- Абазинка (15 км) п
- Дунайка п
- Туха (нижний приток Пшехи) л
- Орлов Ерик п
- Туха (верхний приток Пшехи) (70 км), л
- Матузка (81 км), п
- Цица (84 км), п
- Режет (104 км) п
- Маратуки (121 км), л
- Хахопсе (115 км), л
- Тугупс (121 км), л
- Пшехашха (130 км), л
- Первый Шумик, п
- Второй Шумик, п